# 徴税トラの巻事件
徴税トラの巻事件（ちょうぜいトラのまきじけん）とは大蔵事務官が秘密文書を漏洩した事件。「徴税虎の巻事件」とも呼ばれる。

## 概要
1958年（昭和33年）2月12日、大阪国税局管内堺税務署直税課所得税二係員として従事していた大蔵事務官が堺税務署長より配付を受けていた大阪国税局作成の秘密文書であり通称「トラの巻」と呼ばれた「昭和三二年分営業庶業等所得標準率表」および「昭和三二年分所得業種目別効率表」を堺市北新町付近の道路上で大阪商工団体連合会事務局長に貸与した。
これについて、職務上知りえた秘密を漏洩したとして大蔵事務官は国家公務員法100条違反（守秘義務違反）で1958年4月に起訴された。
1960年（昭和35年）4月6日に大阪地裁で無罪判決が出され、検察が控訴した後に大阪高裁は無罪判決を破棄して大阪地裁に差戻し判決を言い渡し、1967年（昭和42年）5月11日に大阪地裁は再度無罪判決を言い渡した。検察が控訴し、1973年（昭和48年）10月11日に大阪高裁は無罪判決を破棄して罰金2万円の有罪判決を言い渡した。被告は上告するも、1977年（昭和52年）12月19日に最高裁は「国家公務員法百条一項にいう秘密とは、非公知の事項であつて、実質的にもそれを秘密として保護するに価すると認められるものをいい、国家機関が単にある事項につき形式的に秘扱の指定をしただけでは足りない」とした上で、「トラの巻は国家公務員法百条一項にいう秘密にあたる」として上告を棄却して有罪判決が確定した。